# Division I i bandy 1951
Division I i bandy 1951 var Sveriges högsta division i bandy säsongen 1951. Norrgruppsvinnarna Bollnäs GIF lyckades vinna svenska mästerskapet efter seger med 2-1 mot södergruppsvinnarna Örebro SK i finalmatchen på Stockholms stadion den 18 mars 1951.

## Upplägg
Gruppvinnarna i de två geografiskt indelade åttalagsgrupperna möttes i final, och lag 7-8 i respektive grupp flyttades ned till Division II.

## Förlopp
- Segern i skytteligan delades mellan Pontus Widén, Västerås SK och Tage Magnusson, Örebro SK med 14 fullträffar vardera.[2].

- SM-finalen spelades inför nästan 28 000 åskådare. Utanför Stockholms stadion, där matchen spelades, fanns enligt polisens beräkningar cirka 6 000-8 000 personer som inte kom in, och i stället följde matchen genom rapportörer inifrån.[3]

## Seriespelet

### Division I norra
| Nr | Lag            | S | V | O | F | +/-     | P  |
| -- | -------------- | - | - | - | - | ------- | -- |
| 1  | Bollnäs GIF    | 7 | 6 | 0 | 1 | 28 - 9  | 12 |
| 2  | Västanfors IF  | 7 | 4 | 0 | 3 | 24 - 15 | 8  |
| 3  | Forsbacka IK   | 7 | 3 | 2 | 2 | 17 - 13 | 8  |
| 4  | Sandvikens AIK | 7 | 3 | 2 | 2 | 15 - 15 | 8  |
| 5  | Edsbyns IF     | 7 | 3 | 2 | 2 | 16 - 17 | 8  |
| 6  | IK Huge        | 7 | 2 | 2 | 3 | 13 - 18 | 6  |
| 7  | IFK Rättvik    | 7 | 2 | 1 | 4 | 18 - 28 | 5  |
| 8  | Sundbybergs IK | 7 | 0 | 1 | 6 | 15 - 31 | 1  |

### Division I södra
| Nr | Lag            | S | V | O | F | +/-     | P  |
| -- | -------------- | - | - | - | - | ------- | -- |
| 1  | Örebro SK      | 7 | 6 | 1 | 0 | 29 - 8  | 13 |
| 2  | Västerås SK    | 7 | 5 | 2 | 0 | 23 - 16 | 12 |
| 3  | Slottsbrons IF | 7 | 5 | 0 | 2 | 19 - 11 | 10 |
| 4  | Nässjö IF      | 7 | 4 | 0 | 3 | 21 - 14 | 8  |
| 5  | IF Göta        | 7 | 2 | 1 | 4 | 13 - 18 | 5  |
| 6  | AIK            | 7 | 1 | 2 | 4 | 14 - 22 | 4  |
| 7  | Lesjöfors IF   | 7 | 1 | 2 | 4 | 8 - 18  | 4  |
| 8  | Tranås BoIS    | 7 | 0 | 0 | 7 | 11 - 31 | 0  |

## Svensk mästerskapsfinal
- 18 mars 1951: Bollnäs GIF-Örebro SK 3-2 (Stockholms stadion)

## Svenska mästarna
Mall:Bollnäs GIF 1951